# Bookworm (pel·lícula)
Bookworm és una pel·lícula dramàtica d'aventures de Nova Zelanda de 2024 dirigida per Ant Timpson, basada en un guió de Toby Harvard. La pel·lícula tracta sobre una noia anomenada Mildred que s'embarca en una aventura amb el seu pare americà Strawn Wise per buscar la mítica pantera de Canterbury. Bookworm és protagonitzada per Elijah Wood i Nell Fisher. La pel·lícula es va estrenar al 28è Festival Internacional de Cinema Fantasia el 28 de juliol de 2024. Es va estrenar a Nova Zelanda el 8 d'agost de 2024. S'ha subtitulat al català.

## Argument
La Mildred és una nena d'11 anys lectura de llibres que viu amb la seva mare a Nova Zelanda i està interessada en la pantera de Canterbury. Una nit, una torradora que explota posa la seva mare en coma. El pare mag de Mildred, Strawn, arriba dels Estats Units, però la Mildred està molesta amb ell per la seva absència de la seva vida i no li impressiona els seus trucs de màgia. Strawn accepta portar a Mildred a un viatge d'acampada, durant el qual Mildred espera capturar imatges de la pantera. La recompensa per aquestes imatges és de 50.000 dòlars, suficients per pagar els deutes de la mare de Mildred.
La Mildred i Strawn troben la pantera bevent d'un rierol, i la Mildred la filma amb la seva càmera de vídeo. Strawn i Mildred es troben llavors amb un parell d'excursionistes que s'anomenen Arnold i Angelina i comencen a viatjar amb ells. L'Arnold roba a Strawn, agafant el telèfon i la cartera de Strawn i la càmera de la Mildred, abans que l'Arnold i l'Angelina marxin. L'endemà, Strawn i Mildred es troben amb l'Arnold i l'Angelina discutint a la seva tenda. La Mildred roba la bossa d'Arnold, i ella i Strawn fugen. La Mildred troba la seva càmera a la bossa de l'Arnold, però descobreix que l'Arnold i l'Angelina han filmat les imatges de la seva pantera.
La pantera s'acosta a Strawn i Mildred a la vora d'un avenc, i el duo comença a creuar l'avenc amb una corda per escapar. La pantera treu la corda, i Strawn i Mildred cauen a l'avenc. Quan Strawn recupera la consciència, descobreix que les cames de Mildred estan atrapades sota un tronc. Li dóna un bolet al·lucinògen per alleujar el dolor i aixeca el tronc de les seves cames.
Strawn s'emporta la Mildred i torna a trobar-se amb Arnold i Angelina, aquesta vegada discutint al costat d'una furgoneta. Strawn col·loca Mildred al seient del darrere i roba la furgoneta. Mentre condueix per la carretera, es gira per filmar Mildred al seu telèfon. La Mildred l'insta a vigilar la carretera, i quan es gira, veu la pantera a la carretera i es desvia per evitar-la, estavellant la furgoneta. La Mildred es desperta i es troba amb Strawn a l'hospital al costat de la seva mare. Aleshores es revela que Strawn va capturar una breu foto de la pantera al seu telèfon just abans de l'accident, permetent a Mildred reclamar la recompensa.

## Repartiment
- Elijah Wood com a Strawn Wise[2]
- Nell Fisher com a Mildred[2]
- Michael Smiley com a Arnold[2]
- Morgana O'Reilly com a Zo[2]
- Nikki Si'ulepa com a Dotty[2]
- Vanessa Stacey com a Angelina[2]
- Theo Shakes com a Reginald[2]
- Millen Baird com a Doctor[2]

## Producció

### Desenvolupament i redacció
Bookworm va ser dirigit per Ant Timpson i escrit per Toby Harvard. Timpson i Harvard van imaginar Bookworm com una pel·lícula natural que es basava en les seves "inseguretats com a pares". Durant una entrevista a Radio New Zealand, el col·laborador i membre del repartiment Elijah Wood va dir que "la gènesi de Bookworm realment no estava augmentant en un moment de crisi com a pare, i bàsicament fer caca al llit davant dels teus fills".
Wood també va dir que l'argument de la pel·lícula estava inspirat en les històries de la pantera de Canterbury, un gat fantasma que es diu que habita les planes de Canterbury.

### Càsting
Miranda Rivers va exercir com a directora de càsting. Wood va interpretar l'il·lusionista estatunidenc i pare Strawn Wise. Wood havia col·laborat anteriorment amb Timpson i Harvard al thriller de comèdia negra del 2019 Come to Daddy. Harvard havia escrit el personatge de Strawn Wise pensant en Wood. L'actriu infantil Nell Fisher va interpretar la seva filla neozelandesa Mildred. Fisher va ser seleccionada d'entre 300 nens que havien fet una audició per al paper.
Morgana O'Reilly va ser elegida com la mare soltera de Mildred, Zo. Altres membres del repartiment de suport són Michael Smiley com a Arnold, Nikki Si'ulepa com a Dotty, Vanessa Stacey com a Angelina, Theo Shakes com a Reginald i Millen Baird com a Doctor. Timpson va comparar el personatge de Stacey amb un dolent d'Enid Blyton mentre que Stacey va comparar el seu personatge amb una creació de Roald Dahl.

### Rodatge
Bookworm es va rodar a la MacKenzie Basin de la regió de Canterbury durant un període de dos mesos el 2023. . Daniel Katz, que abans havia col·laborat amb Timpson a Come to Daddy, va exercir com a director de fotografia de la pel·lícula. Els productors de la pel·lícula van ser Emma Slade, Roxi Bull, Victoria Dabbs, Mette-Marie Kongsved i Laura Turnstall.
La pel·lícula va ser produïda per Firefly Films. També va rebre finançament de la New Zealand Film Commission, la New Zealand Screen Production Rebate, Talon Entertainment, Orogen Entertainment, Screen Canterbury, Images and Sound, Mister Smith Entertainment i KiwiBank.

## Llançament
Bookworm es va estrenar internacionalment al 28è Fantasia International Film Festival a Montreal el 18 de juliol de 2024. La pel·lícula va ser distribuïda a Nova Zelanda i Austràlia per Rialto Distribution, rebent la seva estrena general a Nova Zelanda el 24 d'agost de 2024 i a Austràlia el 29 d'agost de 2024. La pel·lícula es va projectar al Festival Internacional de Cinema de Melbourne el 17 d'agost de 2024, abans de la seva projecció al 25è festival de cinema FrightFest el 23 d'agost de 2024. També es va projectar com a gala de presentació del 2024 Cinéfest Sudbury International Film Festival el 22 de setembre de 2024.
Bookworm va ser distribuït per Vertical Entertainment i Photon Film, als Estats Units i al Canadà respectivament, el 18 d'octubre de 2024.

### Taquilla
A partir del 8 de febrer de 2025, Bookworm va recaptar 553.053 $ a Singapur, Nova Zelanda, Austràlia, Rússia i els Estats Units.

## Recepció
Al lloc web de l'agregador de ressenyes Rotten Tomatoes, el 91% de les crítiques de 45 crítiques són positives, amb una valoració mitjana de 7/10. El consens del lloc web diu: "Recapturant la màgia dels fils d'aventures vintage, Bookworm és una joia imaginativa amb un cor saludable." Metacritic, que utilitza una mitjana ponderada, va assignar a la pel·lícula una puntuació de 64 sobre 100, basada en 10 crítics, indicant crítiques "generalment favorables".
Alison Foreman de IndieWire va donar a Bookworm una crítica positiva, donant a la pel·lícula una nota A-. Ella va escriure "intrépidament específica en la seva comèdia i tan atenta amb els seus arcs de personatges, aquest estudi algebraic a l'aventura pot tenir un o dos errors metafòrics (insereix un comentari obligatori sobre CGI), però és sobretot un triomf". Foreman també va elogiar la relació pare-fill entre Elijah Wood i els personatges de Nell Fisher. També va elogiar el director de fotografia Daniel Katz per submergir els personatges de Wood i Fisher en l' "impressionant" entorn de Nova Zelanda. Foreman també va elogiar l'actuació de Michael Smiley.
Tomris Laffly de Variety va donar a Bookworm una crítica positiva, descrivint-la com "una aventura pare-filla deliciosament peculiar amb la combinació perfecta de meravella infantil i mossegada adulta". Laffly va elogiar el guió de Toby Harvard per explorar els temes de la família, la paternitat i l'aventura. També va elogiar el director de fotografia Daniel Katz per captar la relació entre els dos personatges i el paisatge natural. Laffly també va elogiar les actuacions de Wood i Fisher.

### Reconeixements
L'agost de 2024, la pel·lícula va guanyar el premi a "Millor llargmetratge internacional" al 28è Festival Internacional de Cinema FanTasia.